# Pozo de Guadalajara (kommunhuvudort)
Pozo de Guadalajara är en kommunhuvudort i Spanien.   Den ligger i provinsen Provincia de Guadalajara och regionen Kastilien-La Mancha, i den centrala delen av landet, 40 km öster om huvudstaden Madrid. Pozo de Guadalajara ligger 890 meter över havet och antalet invånare är 752.
Terrängen runt Pozo de Guadalajara är kuperad norrut, men söderut är den platt. Runt Pozo de Guadalajara är det glesbefolkat, med 14 invånare per kvadratkilometer. Närmaste större samhälle är Alcalá de Henares, 15,1 km väster om Pozo de Guadalajara. Trakten runt Pozo de Guadalajara består till största delen av jordbruksmark.